# 長尾忠行
長尾 忠行（ながお ただゆき、1949年3月10日 - ）は、日本の政治家。青森県平川市長（3期）。元青森県議会議員（5期）。

## 来歴
青森県竹館村広船（のち平賀町、現・平川市）出身。東京農業大学農学部農学科卒業。
1995年（平成7年）11月1日、平賀町議会議員に就任。任期中の1998年（平成10年）7月1日に辞職。同年7月28日、青森県議会議員補欠選挙で当選。2007年（平成19年）4月、4期目の当選。2010年（平成22年）3月24日、青森県議会議長に就任。2011年（平成22年）4月、5期目の当選。県議時代は自由民主党青森県連の副会長を務めた。

### 平川市長へ
2013年（平成25年）10月9日、現職1期目の大川喜代治が翌年1月に執行される平川市長選挙に立候補することを表明。翌日の10月10日、長尾も立候補することを正式に表明。ところが市内の自民党3支部のうち、碇ケ関支部と尾上支部は大川の、平賀支部は長尾の推薦願をそれぞれ青森県連に提出することとなり保守が分裂する。11月23日、県連会長の木村太郎衆議院議員は3支部の支部長・幹事長と会い、自主投票で対応する意向を示す。各支部長・幹事長は木村の意向を了承するが、11月29日の県連役員会では意見が割れてしまう。12月4日、木村は調整に失敗したことを理由に会長職を辞任する。12月20日、新会長に就任した大島理森は自主投票と裁定した。
波乱含みとなった平川市長選挙は2014年（平成26年）1月26日に行われ、長尾が大川喜代治を破り初当選を果たした。2月5日、市長就任。
※当日有権者数：27,657人 最終投票率：69.13%（前回比：pts）
| 候補者名   | 年齢 | 所属党派 | 新旧別 | 得票数   | 得票率 | 推薦・支持     |
| ---------- | ---- | -------- | ------ | -------- | ------ | -------------- |
| 長尾忠行   | 64   | 無所属   | 新     | 10,654票 | 56.13% |                |
| 大川喜代治 | 68   | 無所属   | 現     | 8,328票  | 43.87% | （推薦）社民党 |

同年5月1日、投票や選挙運動の報酬として市議に現金を渡した容疑で、大川が逮捕される。20人いた市議のうち15人が逮捕されるという事件に発展したため、同選挙は長尾の当選後も全国的に注目を浴びることとなった。
2018年（平成30年）1月28日の平川市長選挙で前市議の山口金光を破り再選。投票率は57.26％で過去最低を記録した。
※当日有権者数：27,122人 最終投票率：57.26%（前回比：－11.87pts）
| 候補者名 | 年齢 | 所属党派 | 新旧別 | 得票数  | 得票率 | 推薦・支持 |
| -------- | ---- | -------- | ------ | ------- | ------ | ---------- |
| 長尾忠行 | 68   | 無所属   | 現     | 9,954票 | 64.47% |            |
| 山口金光 | 68   | 無所属   | 新     | 5,486票 | 35.53% |            |

2022年1月16日告示、23日投開票の市長選挙に無投票で3選。

## 市政
- 2020年（令和2年）5月8日、新型コロナウイルス感染症の拡大を受け、自身の給与を20％、古川洋文副市長と柴田正人教育長の給与をそれぞれ10％減額すると発表した。減額期間は7月から12月までの6カ月間[12]。